# Federico González
Federico Rafael González (Colón, 6 gennaio 1987) è un calciatore argentino, attaccante del San Martín (SJ).

## Caratteristiche tecniche
È un centravanti.

## Palmarès

### Club

#### Competizioni nazionali
- Campionato argentino di seconda divisione: 1

Atl. Rafaela: 2010-2011
- Copa de la Superliga: 1

Tigre: 2019